# Edmund Bartłomiejczyk

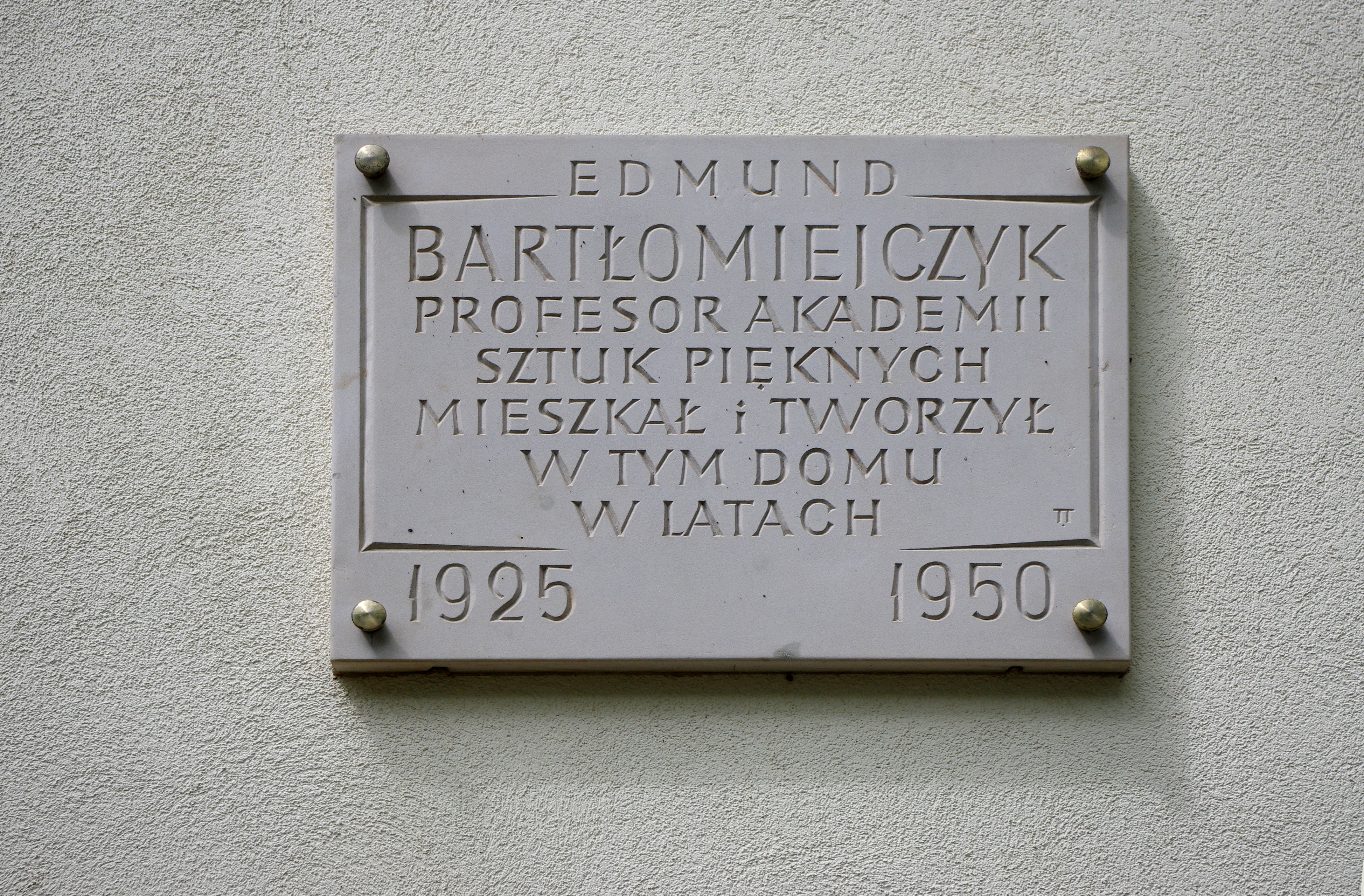
Tablica upamiętniająca Edmunda Bartłomiejczyka na budynku przy ul. Józefa Hoene-Wrońskiego 3 w Warszawie

Edmund Ludwik Bartłomiejczyk (ur. 5 listopada 1885 w Warszawie, zm. 5 września 1950 tamże) – polski artysta grafik i nauczyciel akademicki.

## Życiorys
Był synem Józefa – niezamożnego cukiernika – i Rozalii z d. Renike.  Rodziców nie było stać na zapewnienie mu gruntownego wykształcenia. Ukończył więc tylko cztery klasy szkoły prowadzonej przez gminę ewangelicko-augsburską. W wieku szesnastu lat rozpoczął praktykę w oddziale litograficznym Warszawskiej Fabryki Blachy Białej i Wyrobów Blaszanych. Tam zapoznał się z techniką litografii. Po ukończeniu praktyki, w 1905 otrzymał w fabryce stanowisko chromolitografa. Przepracował w niej ponad rok. Po pracy uczęszczał na wieczorowe kursy rysunku prowadzone przy Muzeum Rzemiosł oraz na tajne wykłady z historii i literatury polskiej. W owym czasie zaczął tworzyć własne prace plastyczne. Wysyłał je na konkursy organizowane przez Muzeum Rzemiosł oraz Towarzystwo Zachęty Sztuk Pięknych, które w 1906 ufundowało mu stypendium. Zrezygnował wtedy z pracy w fabryce i wyjechał do Krakowa, żeby podjąć studia w tamtejszej Akademii Sztuk Pięknych. 
W Krakowie kształcił się w latach 1906–1909 pod okiem Jana Stanisławskiego i Wojciecha Weissa. Następnie – w latach 1910–1913 – studiował w Szkole Sztuk Pięknych w Warszawie. W 1918 odbył się Konkurs na Marki Pocztowe Królestwa Polskiego. Zorganizowało go Warszawskie Towarzystwo Artystyczne, które uzyskało prawo do zakupienia wybranych prac i wykorzystania ich do wydania znaczków pocztowych zaraz po odzyskaniu niepodległości przez Polskę. Większość jego projektów zakwalifikowano do emisji i w następnym roku wydano. W 1921 ponownie wstąpił w szranki konkursu filatelistycznego, tym razem na nowe znaczki pocztowe w przyszłej walucie, ogłoszonego przez Ministerstwo Poczt i Telegrafów. Zgłosił dziesięć projektów, z których pięć zdobyło pierwsze lub drugie nagrody. W 1925 przystąpił do nowo założonego przez profesów Władysława Skoczylasa i Ludwika Gardowskiego Stowarzyszenia Polskich Artystów Grafików „Ryt”. Większość członków stanowili uczniowie obydwu artystów. Organizacja funkcjonowała od 1925 do napaści Niemiec na Polskę w 1939. Ponadto był założycielem i pierwszym prezesem Koła Artystów Grafików Reklamowych (KAGR), działającego od 1933 do 1939, i współorganizatorem Bloku Zawodowych Artystów Plastyków (1934).

Edmund Bartłomiejczyk pisał w broszurze wydanej na wystawę KAGR w 1934: (...) Stanęliśmy przed koniecznością obrony pracowników, którzy poświęcając swój talent i pracę w kierunku wywalczania sztuce praw w życiu codziennym, są stale wypierani z już zdobytych stanowisk przez zalew łatwej tandety artystycznej oraz obojętność lub nieuctwo artystyczne tzw. „klienteli”. Bronimy więc w pierwszym rzędzie dotychczasowej pozycji sztuki reklamowej, ale wiemy, że najlepszą obroną jest walka zaczepna. Wiemy, że musimy pokazać czem powinna być reklama artystyczna, jakie jest jej znaczenie i wartość.

W latach 1917–1930 wykładał na Wydziale Architektury Politechniki Warszawskiej. Był też profesorem Szkoły Sztuk Pięknych, którą w 1932 przemianowano na Akademię Sztuk Pięknych. Od 1930 prowadził tam Katedrę Grafiki Użytkowej. Był lubiany przez studentów, którzy atencjonalnie nazywali go „Bartkiem”. Po II wojnie światowej organizował na nowo warszawską ASP. Był jej profesorem do 1950, a prorektorem w latach 1945–1946.
Zajmował się głównie grafiką książkową, drzeworytem oraz litografią. W 1932 jego drzeworyt Narciarze został zgłoszony do Olimpijskiego Konkursu Sztuki i Literatury na igrzyska w Los Angeles. Praca jednak nie została nagrodzona. Po 1945 zainteresował się technikami metalowymi.
W latach 1925–1950 mieszkał i tworzył w domu nr 3 przy ul. Józefa Hoene-Wrońskiego w Warszawie. Na budynku tym umieszczono, poświęconą mu tablicę pamiątkową. Po śmierci spoczął na cmentarzu Powązkowskim w Warszawie (kwatera 188-3-34).

## Wybrana twórczość

### Galeria

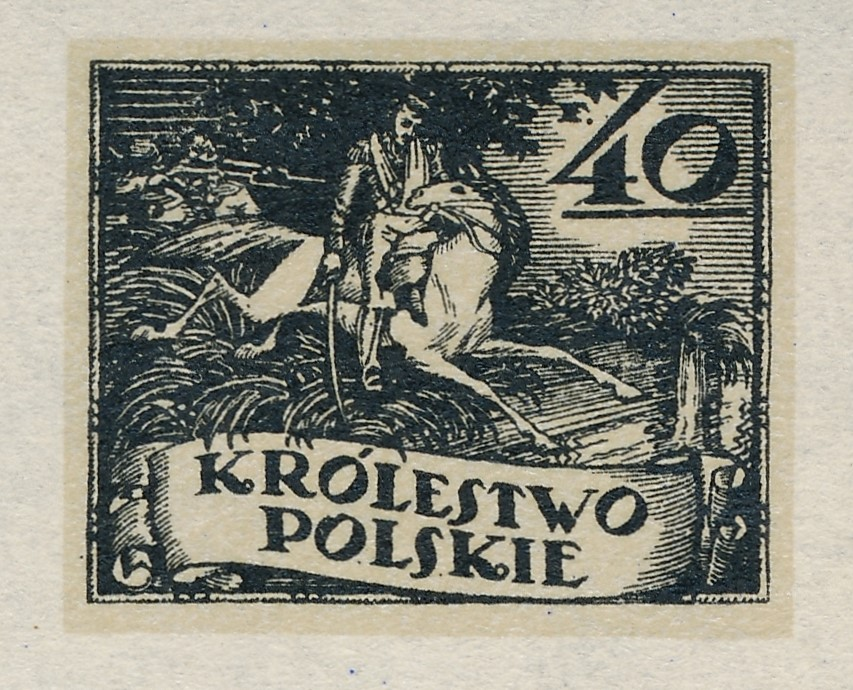
Projekt znaczka pocztowego, 1918
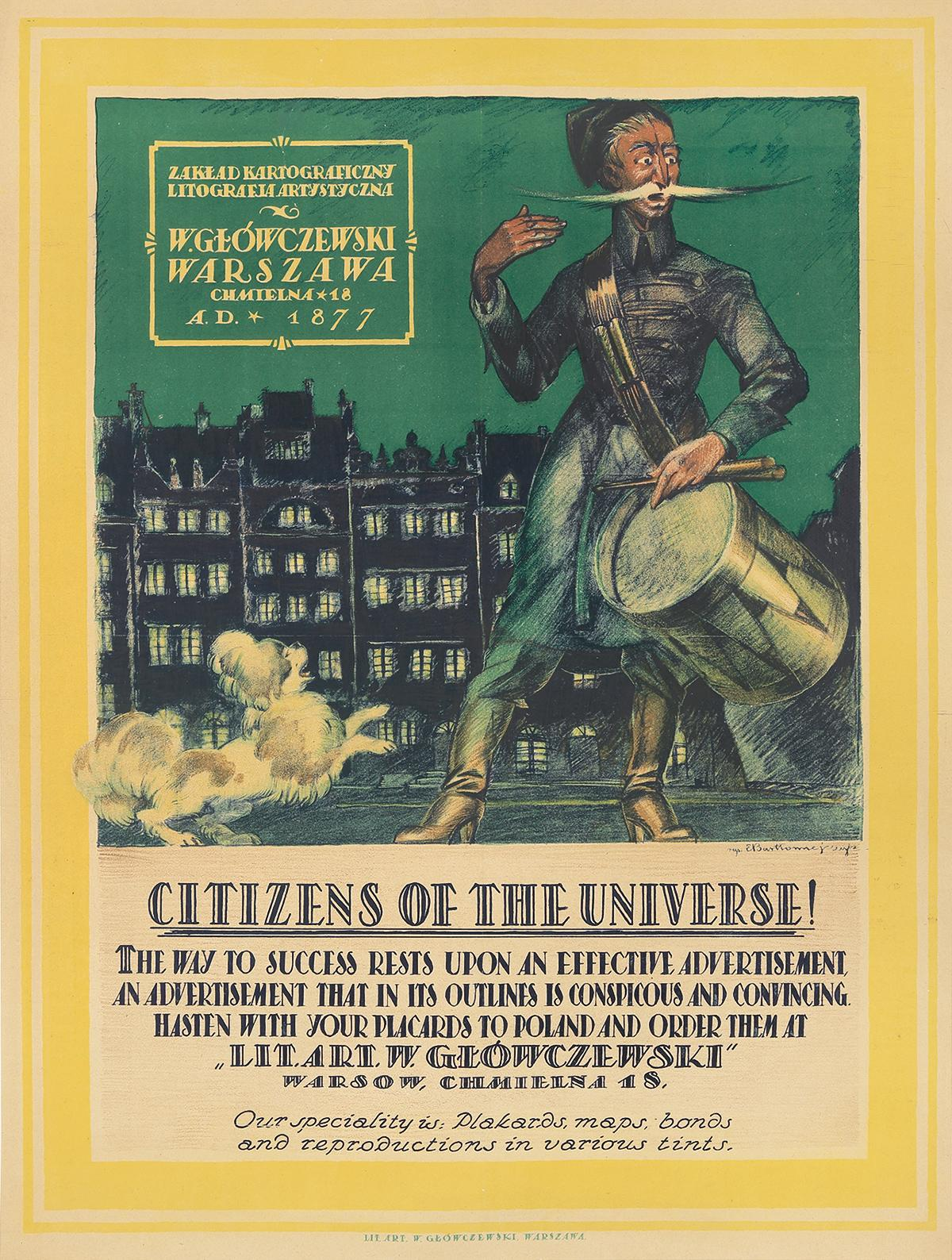
Plakat reklamowy, 1920
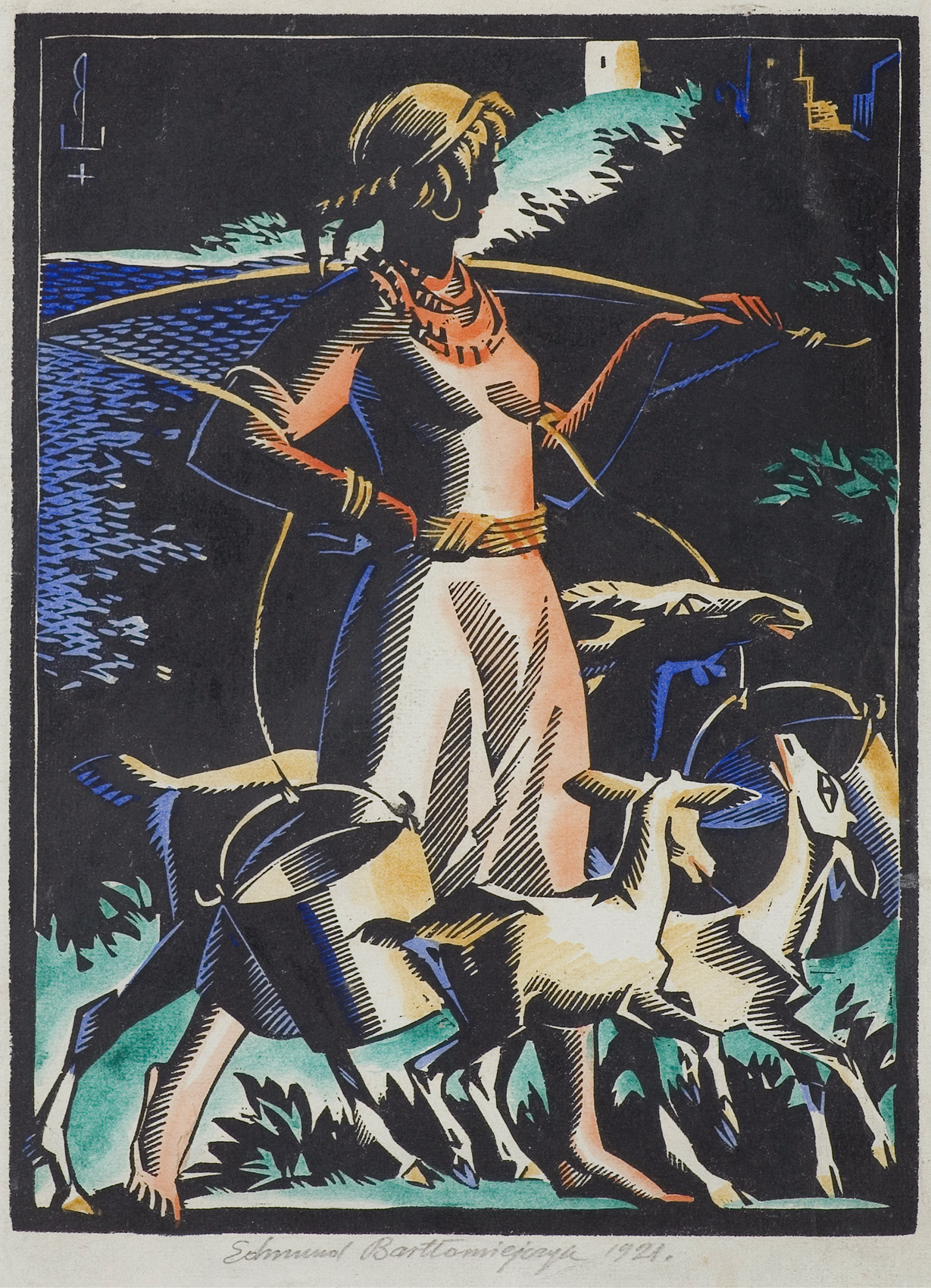
Dziewczyna z wiadrami, 1921
- Okładka śpiewnika Zofii Rogoszównej Piosenki dziecięce, 1924
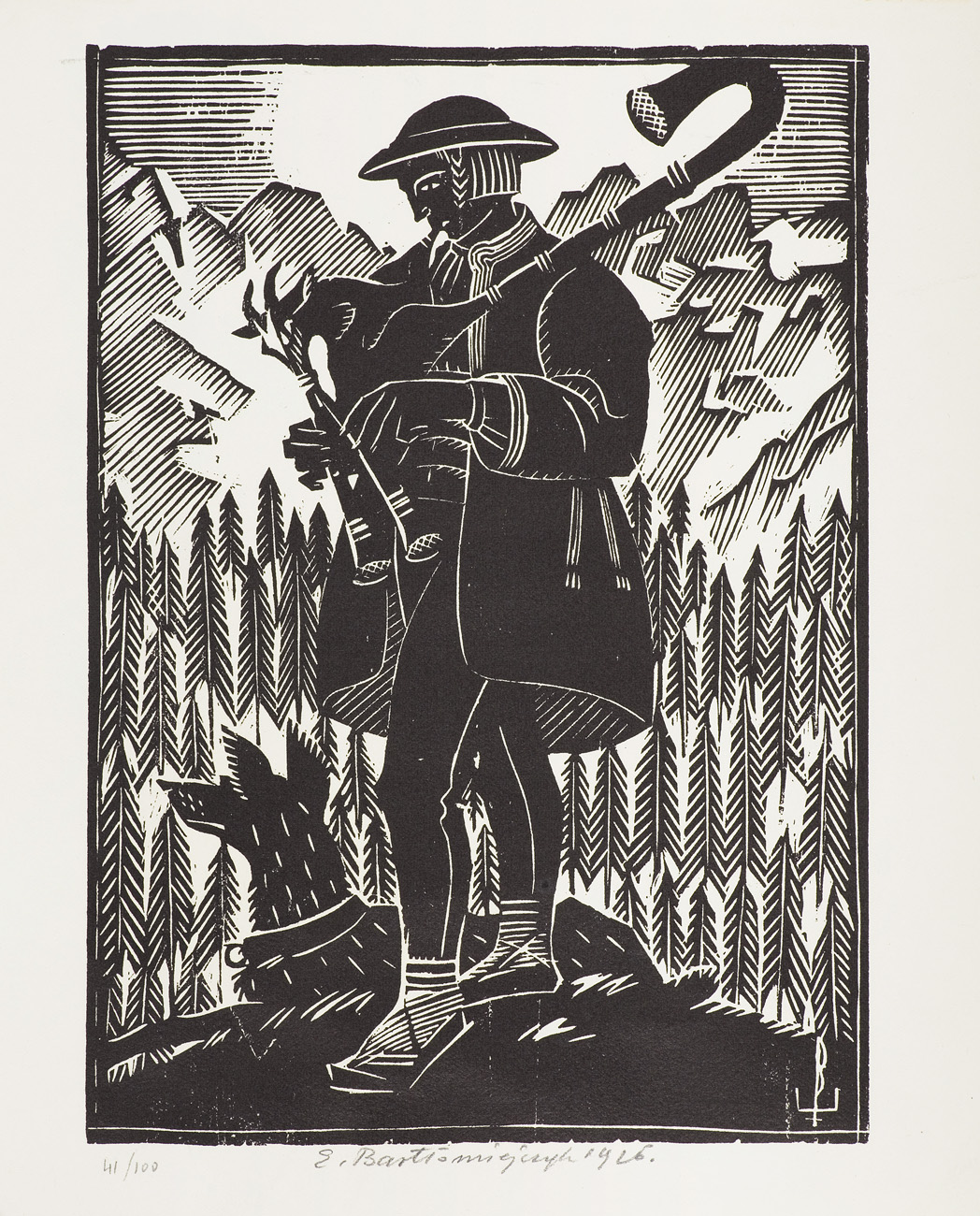
Kobziarz, 1926
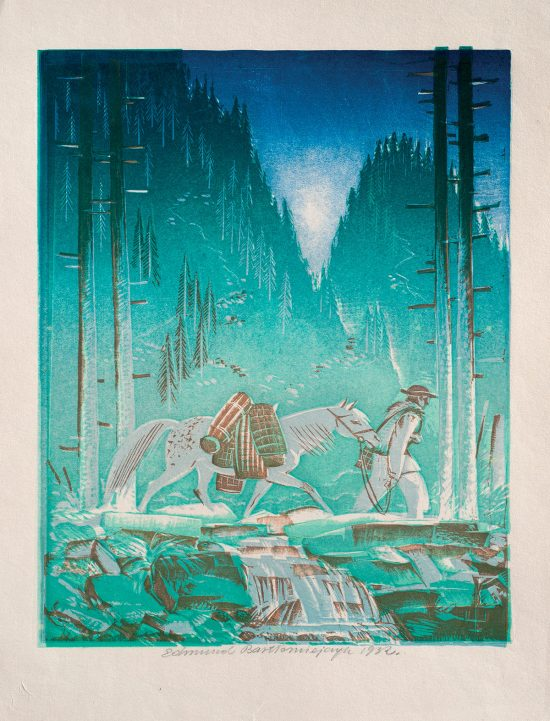
W lesie, 1932
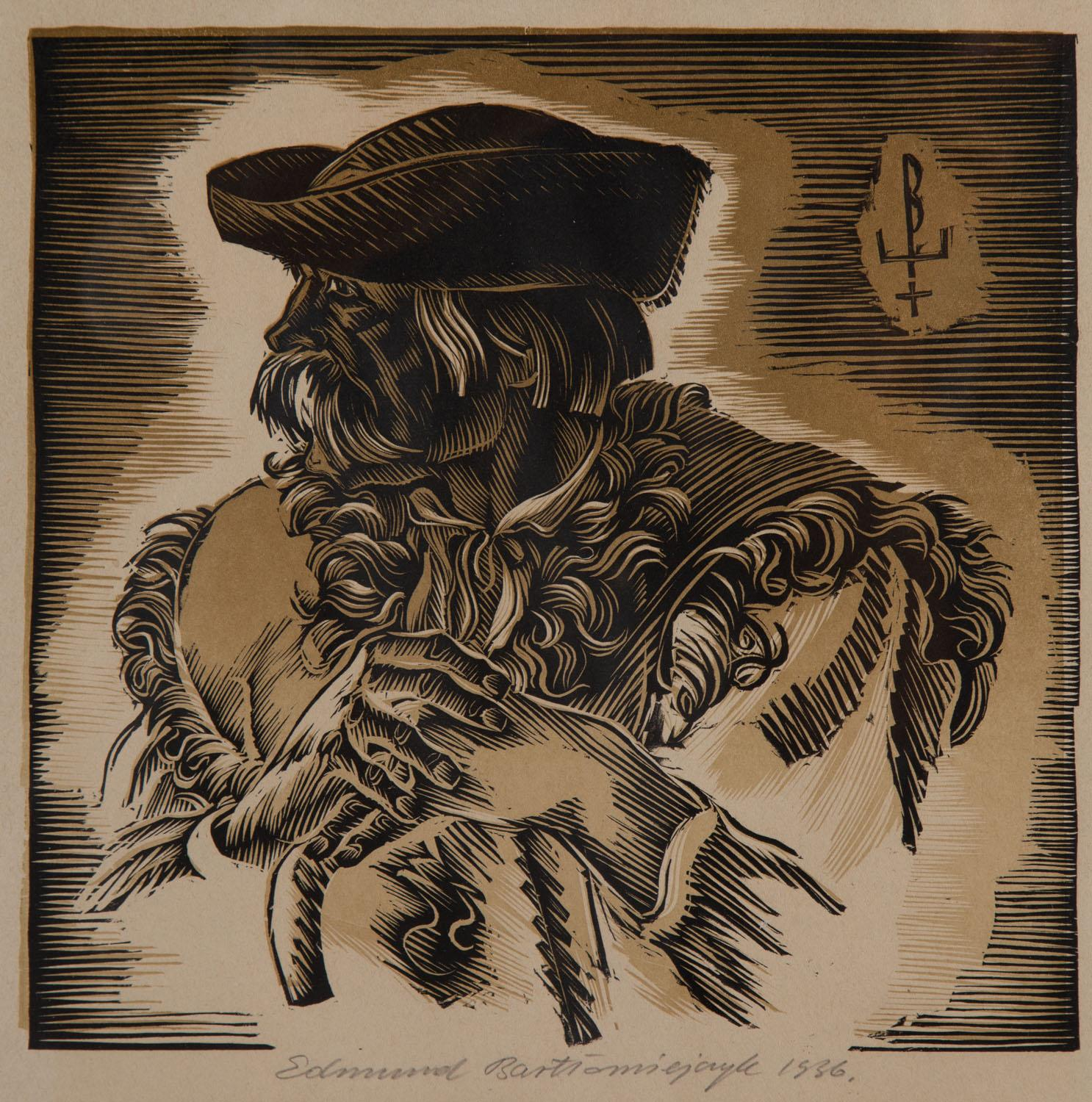
Hucuł, 1936
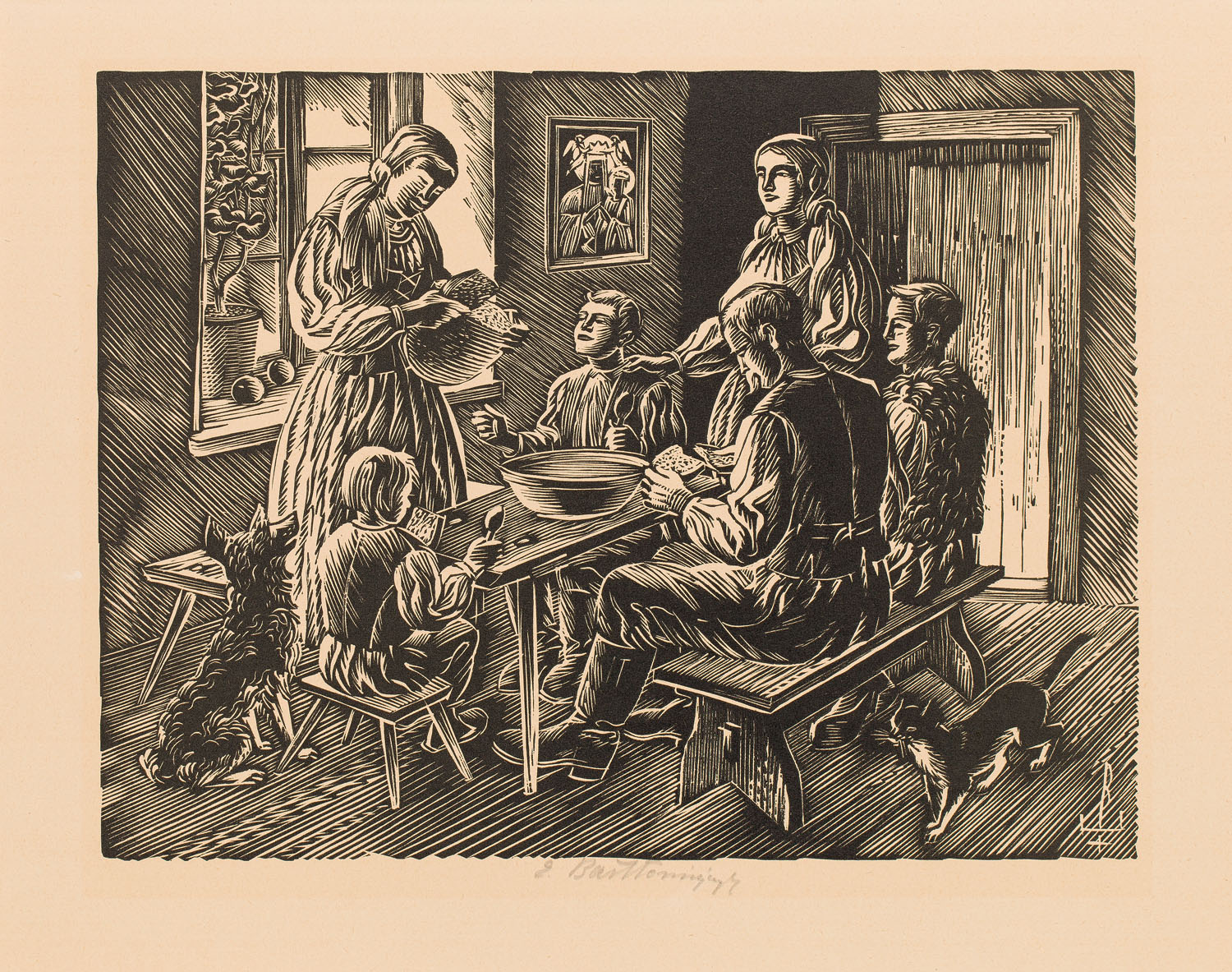
Posiłek w wiejskiej izbie, 1939

### Opracowania graficzne książek
- Dziad i baba, aut. Józef Ignacy Kraszewski, wyd. Ludwik Fiszer, 1922 – książka ksylograficzna, wykonana w całości (tekst i ilustracje) w drzeworycie, wydano 600 egzemplarzy numerowanych na papierze czerpanym, okładka oryginalnie związana sznurkiem
- Strzępy epopei, aut. Melchior Wańkowicz, wyd. Towarzystwo Wydawnicze „Ignis”, ok. 1922
- Piosenki dziecięce, aut. Zofia Rogoszówna,  wyd. Gebethner i Wolff, 1924
- Jak Kulusia żabki poznała, aut. Melchior Wańkowicz, wyd. Nakładem Ossolineum, 1928
- Pamietnik miłości, aut. Kazimierz Wierzyński, wyd. Towarzystwo Wydawnicze „Ignis”, 1925

### Znaczki pocztowe
- Wydanie Ministerstwa P i T dla obszarów byłego zaboru austriackiego i obszarów części zaboru rosyjskiego po okupacji austro–węgierskiej – Wydanie w walucie koronowej (seria, nry kat. 77A,B–84A,B), 1919
- Wydanie Ministerstwa P i T dla obszarów byłego zaboru pruskiego i obszarów części zaboru rosyjskiego po okupacji niemieckiej – Wydanie w walucie markowej (seria, nry kat. 89A, BI, BII – 96A, BI, BII), 1919
- I Polska Wystawa Marek w Warszawie (seria), 1919
- Wydanie dla Górnego Śląska (seria), 1922
- Uchwalenie Konstytucji (seria, nry kat. 128–132), 1922
- Komisja Edukacji Narodowej (seria), 1946
- Europejska Konferencja Rozkładów Jazdy • Kraków 1948, 1948
- Wystawa Ziem Odzyskanych (seria), 1948

## Ordery i odznaczenia
- Krzyż Oficerski Orderu Odrodzenia Polski, 11 listopada 1934[9]

## Upamiętnienie
- Tablica pamiątkowa na budynku przy ul. Józefa Hoene-Wrońskiego 3 w Warszawie, w którym mieszkał i tworzył.
- Znaczek z serii Polska grafika współczesna (nr kat. 2460), przedstawiający jego grafikę Błyskawice. Wydała go Poczta Polska.